# Ганелин, Рафаил Шоломович
Рафаи́л Шо́ломович Гане́лин (16 октября 1926, Ленинград — 12 октября 2014, Санкт-Петербург) — советский и российский историк, специалист в области истории России и истории международных отношений первой половины XX века. Доктор исторических наук, профессор. Член-корреспондент РАН (1991).

## Биография
Родился 16 октября 1926 года в Ленинграде. В 1941 году был эвакуирован вместе с семьёй отца сначала в Ярославскую область, а затем — в город Бийск Алтайского края. В 1949 году окончил исторический факультет Ленинградского государственного университета, а в 1953 году — аспирантуру истфака.
Кандидат исторических наук (1953, диссертация «Американская экспансия в бассейне Тихого океана в середине XIX в.»). Доктор исторических наук (1970, диссертация «Россия и США (1914—1917): очерки истории русско-американских отношений»).
Ученик профессоров Б. А. Романова и Н. П. Полетики. С 1953 года преподавал на кафедре истории Ленинградского библиотечного института. С 1955 года — в Ленинградском отделении Института истории АН СССР (ныне — Санкт-Петербургский институт истории РАН): младший научный сотрудник, старший научный сотрудник, ведущий научный сотрудник, главный научный сотрудник. По совместительству профессор факультета истории ЕУСПб (1996—2006) и исторического факультета СПбГУ (с 2007 года).
7 декабря 1991 года Р. Ш. Ганелин был избран членом-корреспондентом РАН по Отделению историко-филологических наук.
Скончался 12 октября 2014 года в Санкт-Петербурге. Похоронен на Кладбище Памяти жертв 9-го января в Санкт-Петербурге рядом с отцом.

## Научная и литературная деятельность
В число основных направлений научных исследований Р. Ш. Ганелина входили история России конца XIX — начала XX веков (включая изучение деятельности С. Ю. Витте, анализ принципов государственного управления в 1905—1917 годах, изучение революционных событий в Петрограде в 1914—1917 гг.), история русско-американских и советско-американских отношений, вопросы историографии и источниковедения. Он занимался также историей Петербурга, историей русско-еврейской интеллигенции, историей исторической науки в Российской империи и СССР.
При его участии переиздан первый том воспоминаний С. Ю. Витте (1960), выпущены в свет такие издания, как «Совет министров Российской империи (1905—1906 гг.)» (Л., 1990); «Совет министров Российской империи в годы Первой мировой войны. Бумаги А. Н. Яхонтова» (СПб., 1999). Соруководитель международного проекта по выпуску академического издания мемуаров С. Ю. Витте (вышло из печати в 2003 году) — в рамках этого проекта рукописная и стенографическая части воспоминаний публикуются отдельно, независимо от повторения некоторых сюжетов. Исследователь в результате получает возможность сравнения различных вариантов изложения мемуаристом одних и тех же событий.
Обладатель гранта Президента РФ на поддержку ведущей научной школы. Являлся научным руководителем и консультантом многочисленных диссертационных работ аспирантов, соискателей и докторантов.
Мемуарист, автор книги «Советские историки: о чём они говорили между собой. Страницы воспоминаний о 1940-х — 1970-х годах» (СПб., 2004).

## Семья
Отец — педагог, историк, член-корреспондент АПН СССР Шолом Израилевич Ганелин (1894—1974), мать — педагог Зельма Рафаиловна Соркина-Ганелина (1892—1931); пасынок педагога Берты Ильиничны Синельниковой (1894—1952). Сын Евгений (род. 1959) — артист и преподаватель Академии театрального искусства.

## Адрес в Санкт-Петербурге
- Большая Монетная улица, д. 29.

## Награды и премии
- Орден Дружбы (1999) — за большой вклад в развитие отечественной науки, подготовку высококвалифицированных кадров и в связи с 275-летием Российской академии наук[4]
- Медаль «В память 250-летия Ленинграда»
- Медаль «В память 300-летия Санкт-Петербурга»
- Лауреат Премии имени В. О. Ключевского (РАН, 2000) — за серию работ «Сергей Юльевич Витте и его время» (совместно с Б. В. Ананьичем)[1][3]

## Основные работы
Автор почти 400 научных публикаций.
Книги
- Россия и США (1914—1917): очерки истории русско-американских отношений. — Л., 1969;
- Советско-американские отношения в конце 1917 — начале 1918 гг. — Л., 1975;
- Российское самодержавие в 1905 г.: реформы и революция. — СПб., 1991;
- С. Ю. Витте-мемуарист. — СПб., 1994 (в соавт. с Б. В. Ананьичем);
- Сергей Юльевич Витте и его время. —СПб., 1999 (2-е изд. — 2000; в соавт. с Б. В. Ананьичем);
- Основные источники по истории России конца XIX — начала XX вв. — СПб., 2000 (совм. с С. В. Куликовым);
- Тартуское студенчество на пороге XX в. — СПб., 2002 (2-е изд. — 2005);
- Советские историки: о чём они говорили между собой. Воспоминания 1940-х — 1970-х гг. — СПб., 2004 (3-е изд. — 2008);
- Отечественная история и историческая мысль в России XIX—XX вв. — СПб., 2007 (редактор);
- СССР и Германия перед войной: отношения вождей и каналы политических связей. — СПб., 2010;
- Первая мировая война и конец Российской империи. Т. I: Февральская революция. — СПб., 2013 (редактор);
- В России двадцатого века: статьи разных лет. — М., 2014.

Статьи и главы в коллективных трудах
- «Доктрина Олни» и её фальсификация в американской историографии // Вопросы истории. — 1951. — № 7. — С. 92—108.
- Из истории агрессии США против Кореи и Китая (1866—1871) // Вестник ЛГУ. — 1951. — № 8. — С. 81—103.
- «Россия в период империализма», «Россия в первой мировой войне. Февральская буржуазно-демократическая революция» // Краткая история СССР. Ч. 1. — М.—Л., 1963 (4-е изд. — 1983);
- Внутренняя политика царизма (середина XVI — начало XX вв.). — Л., 1967;
- «Накануне 1917 г.», «Февральская буржуазно-демократическая революция в Петрограде», «Революционное движение в Петрограде после свержения самодержавия» // Октябрьское вооружённое восстание. Семнадцатый год в Петрограде. Кн. 1—2. — Л., 1967;
- Царизм, буржуазия и американский капитал перед Февральской революцией 1917 г. // Исторические записки. — 1968. — Т. 81. — С. 132—171.
- «Петроград после свержения самодержавия», «Февральская буржуазно-демократическая революция» // Революционный Петроград: год 1917. — Л., 1977;
- Канун «Кровавого воскресенья» // Вопросы истории. — 1980. — № 1;
- Царизм и 1905 г. // Кризис самодержавия в России (1895—1917). — Л., 1984;
- Сергей Юльевич Витте // Вопросы истории. — 1990. — № 8 (в соавт. с Б. В. Ананьичем);
- Творческий путь А. Я. Авреха // История СССР. — 1990. — № 4;
- Кризис власти в России. Реформы и революционный процесс. 1905 и 1917 годы // История СССР. — 1991. — № 2 (в соавт. с Б. В. Ананьичем);
- Материалы по истории Февральской революции в Бахметьевском архиве Колумбийского университета // Отечественная история. — 1992. — № 5;
- Власть и реформы: от самодержавной к советской России. — СПб., 1996 (2-е изд. — 2006);
- Николай II // Вопросы истории. — 1993. — № 2 (в соавт. с Б. В. Ананьичем);
- «Отношения с Россией. 1890—1914», «Россия и США. 1914—1917» // История внешней политики и дипломатии США (1867—1918). — М., 1997;
- Государственная дума и правительственная власть в перлюстрированной переписке кануна 1917 года // Отечественная история. — 1997. — № 1;
- 25 февраля 1917 г. в Петрограде // Вопросы истории. — 1998. — № 7;
- На пути к революционным потрясениям. — СПб., 2001;
- Санкт-Петербург: 300 лет истории. — СПб., 2003;
- Кредит и банки в России до начала XX в. Санкт-Петербург и Москва. — СПб., 2005;
- Россия. Век двадцатый. — СПб., 2011.

Документальные публикации
- Крушение царизма. Воспоминания участников революционного движения в Петрограде (1907 — февраль 1917 гг.). — Л., 1986 (совм. с В. А. Улановым);
- Совет министров Российской империи (1905—1906): документы и материалы. — Л., 1990;
- Витте С. Ю. Избранные воспоминания, 1849—1911 гг. — М., 1991 (совм. с Б. В. Ананьичем и др.);
- Николай II: Воспоминания. Дневники. — СПб., 1994 (совм. с Б. В. Ананьичем; в сер. «Государственные деятели России глазами современников»);
- Дело Менделя Бейлиса: материалы Чрезвычайной следственной комиссии Временного правительства. — СПб., 1999. (Совм. с В. Е. Кельнером и И. В. Лукояновым);
- Совет министров Российской империи в годы Первой мировой войны. Бумаги А. Н. Яхонтова (Записи заседаний и переписка). — СПб., 1999 (совм. с М. Ф. Флоринским);
- «Мемуары графа И. И. Толстого» (2002);
- Из архива С. Ю. Витте. Рассказы в стенографической записи. Рукописные заметки. В 3 книгах. — СПб., 2003 (тт. 1—2);
- «Что вы делаете со мной». Как подводили расстрел. Документы о жизни и гибели В. Н. Кашина. — СПб., 2006;
- На изломе эпох: вклад С. Ю. Витте в развитие российской государственности: Исследования и публикации. — СПб., 2012—2013 (тт. 1—2; совм. с Б. В. Ананьичем, С. В. Куликовым, С. К. Лебедевым, И. В. Лукояновым и др.)
  - Лемке М. К. Святая Дружина Александра III (Тайное общество борьбы с крамолой). 1881—1882 гг. По неизданным документам. — СПб., 2012;
  - С. Ю. Витте и его современники: сборник документов. — СПб., 2013.